# Кулагов, Константин Александрович
Константин Александрович Кулагов (род. 14 октября 1991) — российский легкоатлет, специалист по спортивной ходьбе. Выступал на профессиональном уровне в 2009—2014 годах, член сборной России, призёр первенств всероссийского значения, участник Кубка мира в Чиуауа и Универсиады в Казани. Представлял Мордовию. Мастер спорта России международного класса.

## Биография
Константин Кулагов родился 14 октября 1991 года.
Занимался лёгкой атлетикой в Центре олимпийской подготовки Республики Мордовия по спортивной ходьбе в Саранске, тренеры — К. Н. Начаркин, В. В. Начаркина, Е. А. Поплавский, В. М. Чёгин, В. П. Потёмин.
Впервые заявил о себе на всероссийском уровне в сезоне 2009 года, когда на зимнем чемпионате России по спортивной ходьбе в Адлере стал пятым в гонке юниоров на 10 км. Также в этом сезоне выиграл серебряную медаль на юниорском старте в Пензе, занял 16-е место в финале IAAF Race Walking Challenge в Саранске.
В 2010 году в дисциплине 10 км получил серебро в юниорской категории на зимнем чемпионате России по спортивной ходьбе в Сочи. Финишировал четвёртым в личном зачёте юниоров на Кубке мира по спортивной ходьбе в Чиуауа и тем самым помог своим соотечественникам выиграть юниорский командный зачёт. Был вторым на юниорском всероссийском первенстве по спортивной ходьбе в Чебоксарах.
В 2011 году в ходьбе на 20 км показал 11-й результат на зимнем чемпионате России в Сочи и 12-й результат на летнем чемпионате России в Саранске.
В 2012 году на зимнем чемпионате России в Сочи был дисквалифицирован в ходе прохождения дистанции в 35 км, тогда как на летнем чемпионате России в Москве в дисциплине 50 км финишировал восьмым.
В 2013 году в 20-километровой ходьбе был шестым на зимнем чемпионате России в Сочи и четвёртым на летнем чемпионате России в Чебоксарах. Будучи студентом, представлял страну на домашней Универсиаде в Казани — в программе ходьбы на 20 км с результатом 1:26:56 занял 14-е место, россияне при этом стали победителями командного зачёта.
В 2014 году в дисциплине 35 км получил дисквалификацию на зимнем чемпионате России в Сочи и на Кубке России в Чебоксарах. На летнем чемпионате России в Чебоксарах с личным рекордом 3:55:09 стал четвёртым в ходьбе на 50 км.
За выдающиеся спортивные достижения удостоен почётного звания «Мастер спорта России международного класса».
Окончил Мордовский государственный педагогический институт имени М. Е. Евсевьева (2014), работал тренером-преподавателем по лёгкой атлетике, учителем физической культуры в Средней общеобразовательной школе № 27 в Саранске.